# Räddning Röjning Reparation
R3 står för Räddning Röjning Reparation, och är en enhet inom Försvarsmakten med huvuduppgift är att upprätta och driva en flygplats. R3 är en del av Flygvapnets basbataljoner. En R3-pluton består av två räddningstroppar, två flygfältsarbetstroppar och en materielgrupp.
Det som kännetecknar R3-förbanden är att de löser ett väldigt stort spektrum av uppgifter och förfogar över ett stort antal maskiner i form av bland annat lastbilar, släp, hjullastare, grävmaskiner och olika varianter av räddningsfordon.

## Verksamhet
Räddningstropparnas uppgifter är flygräddningstjänst, basräddningstjänst och beredskap mot CBRN-krigföring.
Flygfältsarbetstropparna (Ffarb) ser till att flygplatsens/-basens infrastruktur fungerar rent fysiskt, detta innebär i första hand snöröjning och banreparation. Ffarbtropparna löser även uppgifter som väghållning, vägbyggnad och ammunitionsröjning.
Materielgruppen ansvarar för plutonens materiel samt framför de specialfordon som plutonen förfogar över, till exempel hjullastare, pansar och pansarterrängbil XA180.

## Historia
Fram till slutet på 1990-talet organiserades det bland annat ett skyddskompani och ett flygfältsarbetskompani inom flygbasbataljonerna, de förmågor som dessa kompanier besatt blev hopslagna till R3-plutoner.